# Saoul Mamby
Saoul Mamby (* 4. Juni 1947 in New York City, New York, Vereinigte Staaten als Saoul Paul Mamby; † 19. Dezember 2019) war ein US-amerikanischer Boxer im Halbweltergewicht und von 1980 bis 1982 Weltmeister des World Boxing Council.